# Stege
Stege est une ville du Danemark située dans la région de Sjælland. Avec 3 818 habitants en 2019, il s'agit de la commune la plus peuplée de l'île de Møn.

## Localisation
Stege est située à l'Est du Danemark, dans la municipalité de Vordingborg, dans la région du Sjaelland. Ville principale de l'île de Møn, elle est bordée au sud et au nord par la mer Baltique et au nord-ouest par la baie de Stege.

## Économie
La ville accueille plusieurs entreprises, on y trouve en particulier le siège de Bisca, une entreprise alimentaire fabriquant des biscuits et des pâtisseries.

## Culture locale et patrimoine

### Personnalités liées à la commune

#### Nés à Stege
- Jørgen Bojsen-Møller (né en 1954), skipper.
- Ib Braase (1923-2009), sculpteur.
- Albert Gottschalk (1866-1906), artiste peintre.
- Alfred Hage (1803-1872), commerçant.
- Christopher Friedenreich Hage (1759-1849), commerçant.
- Bolette Puggaard (1798-1847), artiste-peintre.

### Anecdotes
- La ville a donné son nom à un cratère d'impact sur la planète Mars[3].

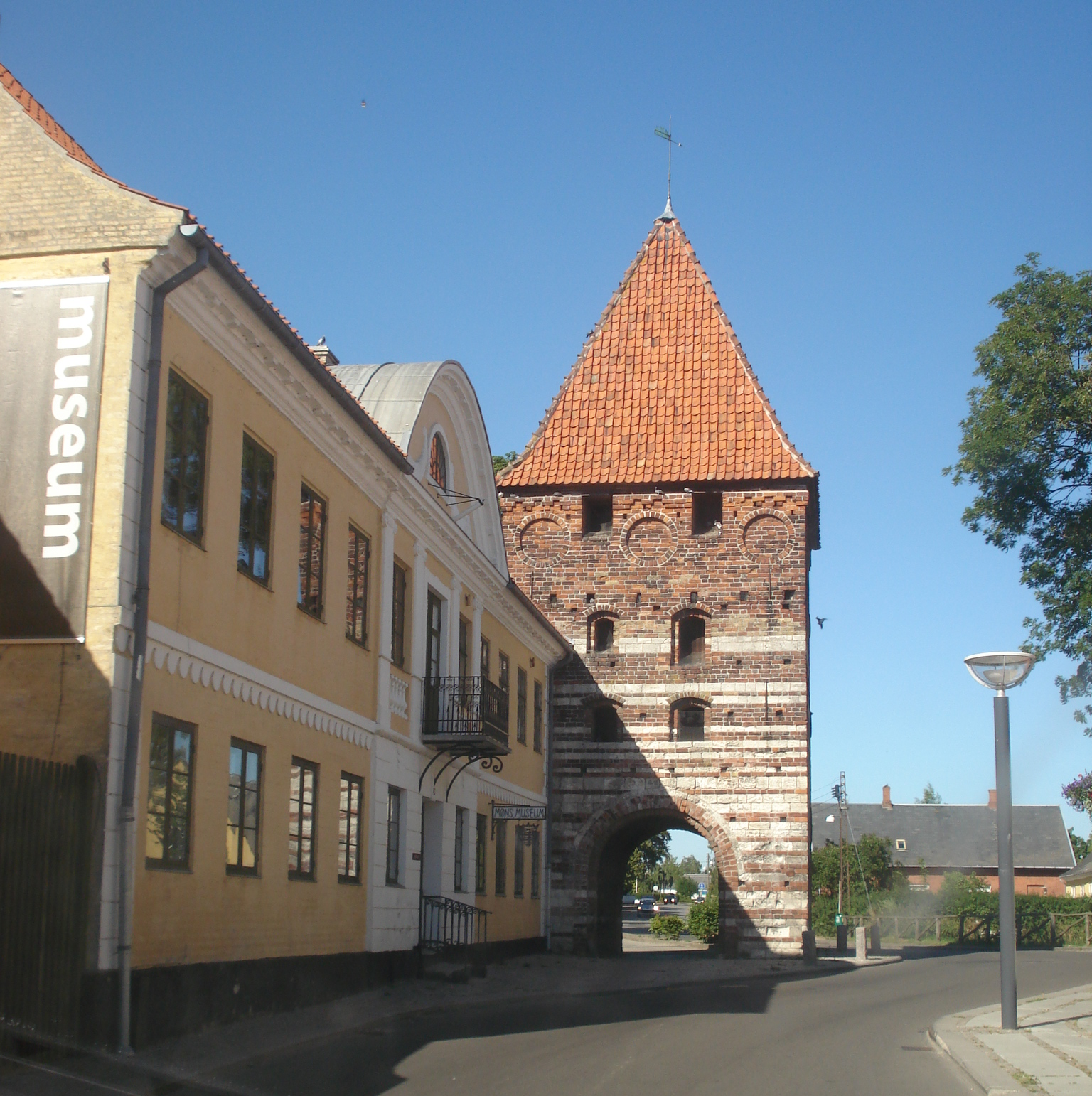
Porte de la ville de Stege.